# Viscum echinocarpum
Viscum echinocarpum är en sandelträdsväxtart som beskrevs av John Gilbert Baker. Viscum echinocarpum ingår i släktet mistlar, och familjen sandelträdsväxter. Inga underarter finns listade i Catalogue of Life.